# Place du Général-Ingold
La place du Général-Ingold est une voie du 19e arrondissement de Paris, en France.

## Situation et accès
La place du Général-Ingold est une voie publique située dans le 19e arrondissement de Paris. Elle débute  boulevard de la Villette et se termine  rue de Belleville. 

## Origine du nom
Elle fait référence au général François Ingold qui participa aux deux guerres mondiales et en Afrique du Nord et devint en 1958 grand chancelier de l'ordre de la libération.

## Historique
La voie est créée dans le cadre de l'aménagement du secteur Rébeval sous le nom provisoire de « voie BP/19 » et prend sa dénomination actuelle par un arrêté municipal du 9 décembre 1985.

## Éléments remarquables
Le street artiste Invader a réalisé en 2006 une intervention (PA-689), sous la forme d'une frise de vingt mètres de long. Son œuvre a été restaurée ("réactivée") en janvier 2021,.